# Anomalopus brevicollis
Espèce
Statut de conservation UICN

 LC  : Préoccupation mineure
Anomalopus brevicollis est une espèce de sauriens de la famille des Scincidae.

## Répartition
Cette espèce est endémique du Queensland en Australie.

## Publication originale
- Greer & Cogger, 1985 : Systematics of the reduce-limbed and limbless skinks currently assigned to the genus Anomalopus (Lacertilia: Scincidae). Records Of The Australian Museum, vol. 37, no 1, p. 11-54 (texte intégral).